# Porta Garibaldi (Milano)
Porta Garibaldi (già Porta Comasina fino al 1860) è una delle sei porte principali di Milano, ricavata lungo i bastioni spagnoli, oggi demoliti. Posta a nord della città, si apre lungo l'antica strada per Como. Caratterizzata dalla presenza dell'arco neoclassico del Moraglia (1826-1827) e degli annessi caselli daziari (1834-1836), sorge al centro di piazza XXV Aprile, allo sbocco di corso Garibaldi.
In passato Porta Comasina identificava inoltre uno dei sei sestieri storici in cui era divisa la città, il Sestiere di Porta Comasina.

## Storia

### La porta spagnola (XVI secolo)
La Porta Garibaldi attuale, che si apre nei Bastioni di Milano, sorse sullo stesso asse viario (oggi corso Garibaldi) su cui erano sorte in precedenza le porte di epoca romana (sul tracciato delle Mura romane) e di epoca medievale (sul tracciato delle mura medievali di Milano).

### Rifacimento del Moraglia (1826-1827)

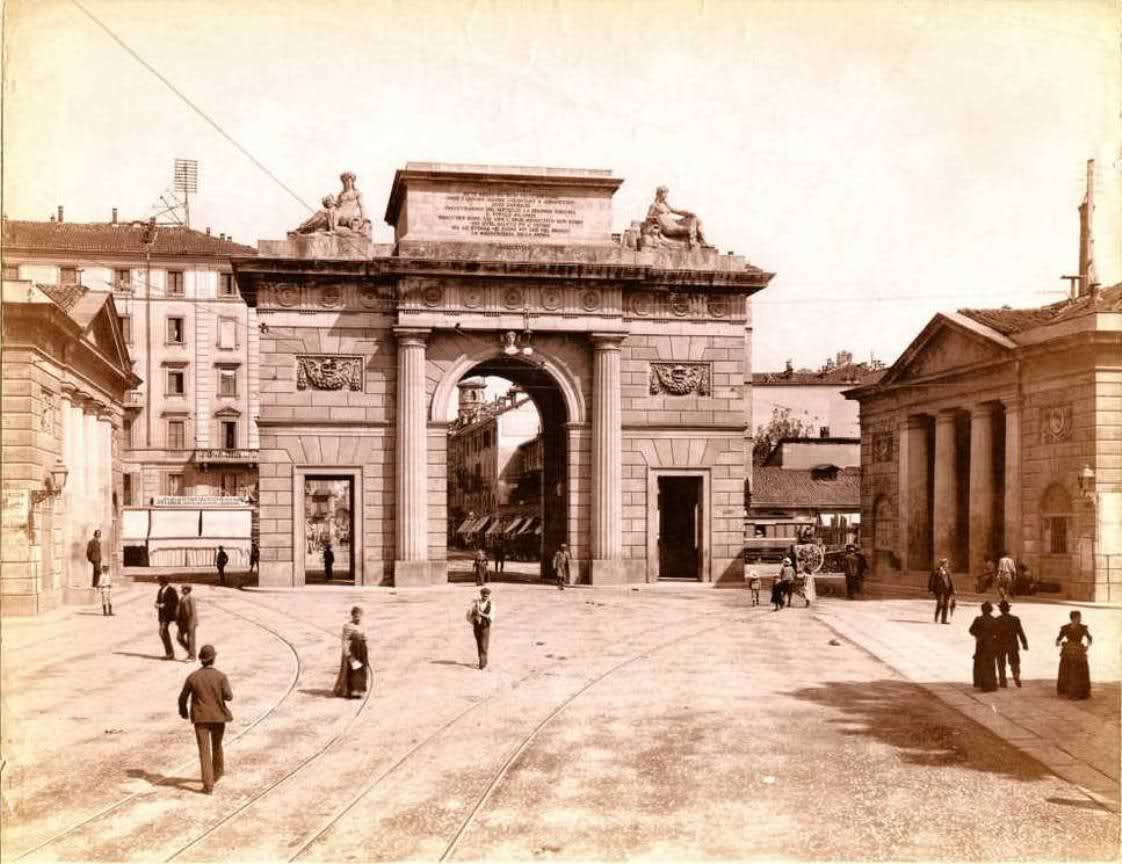
La porta in una fotografia di Giacomo Brogi (1880).

In epoca napoleonica, il governo di Francesco Melzi d'Eril pianificò un generale rifacimento delle porte di ingresso a Milano, previa alberazione dei bastioni e demolizione delle porte spagnole, la cui funzione militare era ormai superata. Il progetto intendeva convertirle in caselli daziari, ma di foggia adeguata al prestigio della capitale del Regno d'Italia. La cinta daziaria di Milano avrebbe corrisposto dunque con il tracciato spagnolo.

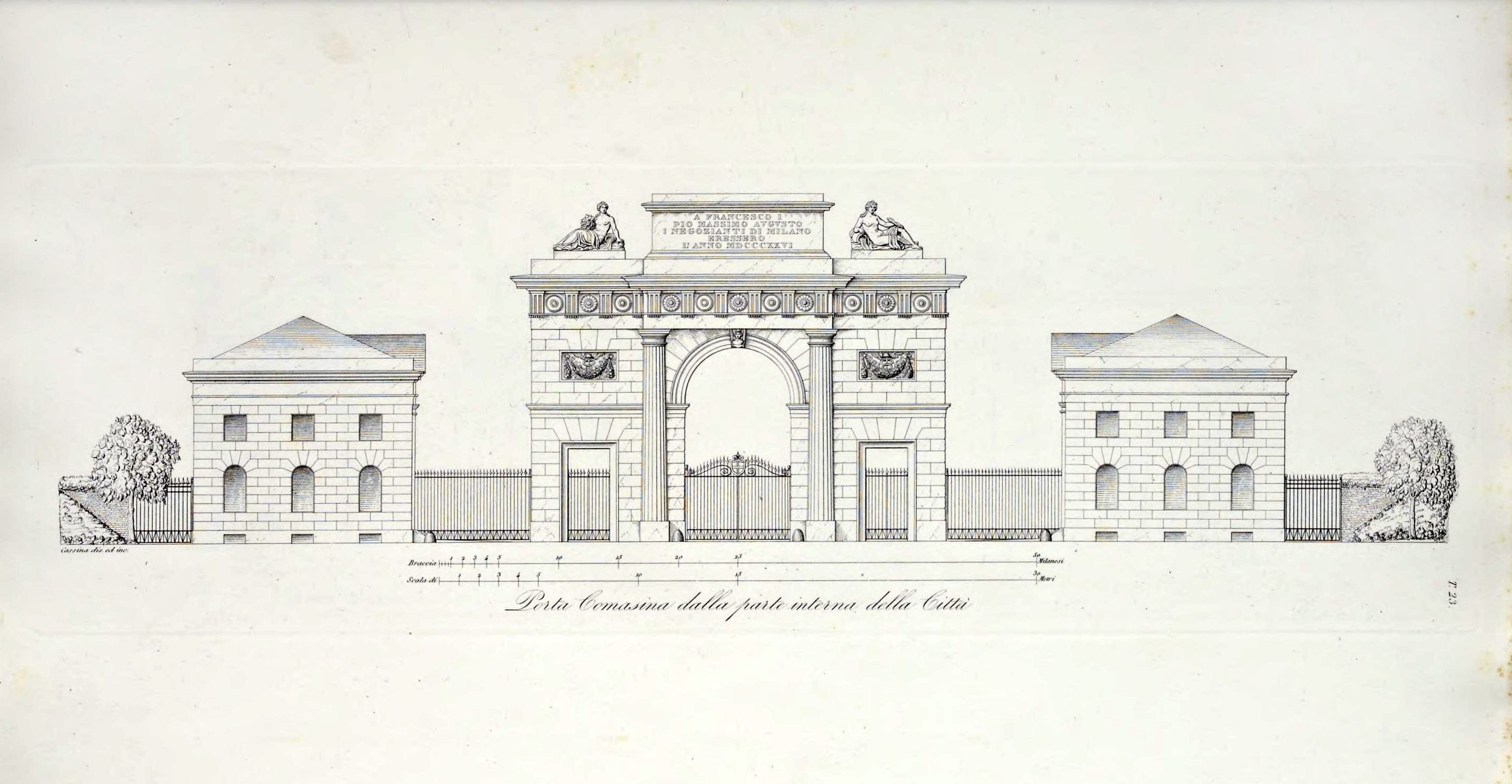
Prospetto di Porta Comasina con la intitolazione originale a Francesco I (incisione di Ferdinando Cassina, 1840.)

Inizialmente affidato a Luigi Cagnola, il progetto fu sospeso dal nuovo governo austriaco a causa della spesa eccessiva e della compromissione di Cagnola con il periodo napoleonico. Il Cagnola era infatti stato l'architetto dell'Arco della Pace e l'arco di Porta Ticinese, eretti durante il periodo francese. La scelta del governo austriaco fu di affidare un nuovo incarico al giovane architetto Giacomo Moraglia, obbligando i negozianti milanesi a finanziare la costruzione della porta. L'architetto riprese la tipologia cagnoliana dell'arco trionfale fiancheggiato dai due caselli, affacciato verso l'asse stradale di penetrazione principale in Milano. 
Egli disegnò un arco trionfale, a un fornice con due passaggi pedonali aperti ai fianchi, fiancheggiato da due caselli daziari, porticati ed affacciati sull'asse stradale. L'arco è di ordine dorico e si erge spra una zoccolatura in granito bianco. Ai fianchi dell'arco si aprono due passaggi. La muratura è ingentilita da festoni riportanti le insegne del commercio incassati nel rivestimento in bugnato. Sull'attico dell'arco vennero collocati quattro statue colossali, opera del milanese Giovanni Battista Perabò (scultore della Fabbrica del Duomo), a simboleggiare i principali fiumi della Lombardia: Po, Adda, Ticino e Olona: i fregi sono dello scultore Giovanni Battista Buzzi, di Viggiù. Le colonne, le statue rappresentant i quattro fiumi, le modanature e gli ornati sono in pietra grigia di Viggiù; il bugnato di rivestimento è in ceppo proveniente da Trezzo sull'Adda. La spesa per l'erezione dell'arco fu poco superiore alle 70 000 lire austriache.
L'arco venne completato tra il 1826 e il 1827 e per un brevissimo periodo coesistette con la precedente porta del XVI secolo, un modesto edificio facilmente confondibile con una qualsiasi abitazione della zona. La vecchia porta venne in seguito demolita, liberando lo spazio antistante la nuova costruzione, a cui verranno poi affiancati i caselli daziari eretti fra il dicembre 1834 e l'agosto 1836.
La primaria funzione viabilistica della porta fu interrotta dopo qualche decennio dalla ricostruzione monumentale del 1826-27. A distanza di circa 300 metri dall’uscita dalla porta, in direzione Como, la antica via Comasina venne sbarrata perpendicolarmente dalla costruzione  della vecchia Stazione Centrale di Porta Nuova (1865) e dei relativi fasci di binari. A nord della ferrovia la strada ebbe la nuova denominazione di via Borsieri e più a nord di via Thaon de Revel. Per molti decenni le parti a sud delle costruzioni ferroviarie e quella nord persero il collegamento stradale, sostituito solo da una scomoda passerella che, passando sopra i binari della ferrovia, permetteva il solo traffico pedonale da corso Como alla (ridenominata) via Borsieri e viceversa.
Anche oggi la stazione ferroviaria Porta Garibaldi, (attivata nel 1961), così denominata in ricordo di quella stradale posta più a sud, separa la porta monumentale dalla parte Nord della città. Analogo sbarramento ha avuto la vicina Porta Nuova, sempre a causa della costruzione delle ferrovie, iniziata nel 1840.

### Intitolazione

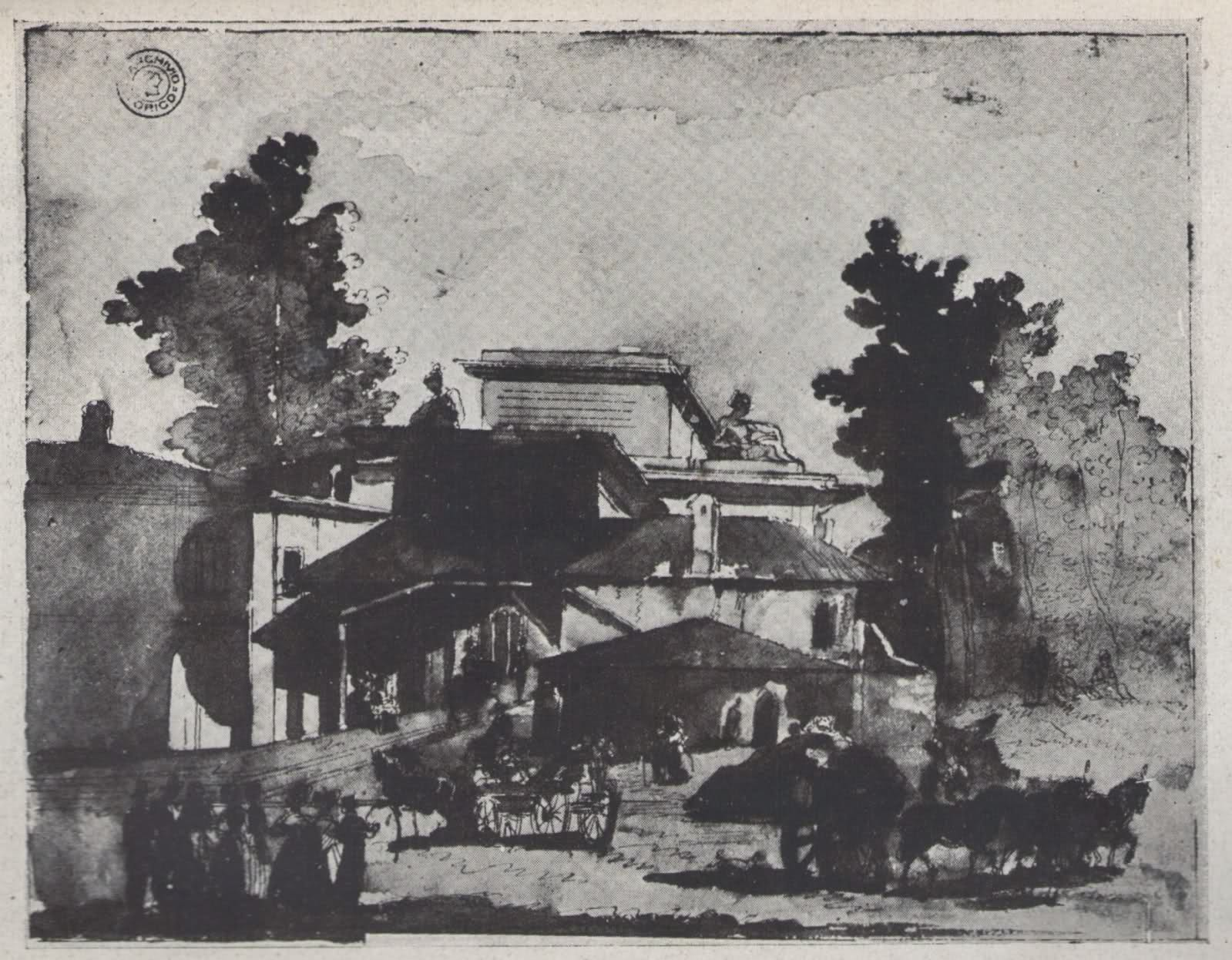
Un rarissimo acquerello della Porta Comasina spagnola, coesistita per un brevissimo periodo con quella neoclassica.

L'arco, non ancora completato, venne inizialmente dedicato all'imperatore Francesco I d'Austria, sovrano del Lombardo-Veneto, a ricordo della sua seconda visita in città nel 1825, proveniente da Como, dove era giunto attraverso la nuova strada dello Stelvio. La dedica sul lato verso la città recitava:
a francesco i / pio massimo augusto / i negozianti di milano / eressero / l'anno mdcccxxvi
Pare che l'epigrafe venisse commentata aggiungendo un ultimo verso: “sebbene poca volontà ne avessero”, che venne attribuito ad Alessandro Manzoni, forse perché sembrava ben riuscita.
Il 22 marzo 1848, durante le Cinque giornate di Milano, Porta Comasina fu la seconda porta ad essere espugnata dagli insorti dopo Porta Tosa. Nel 1859 vi fece il suo ingresso Giuseppe Garibaldi, proveniente da Como dove aveva conseguito le brillanti vittorie di Varese e di San Fermo. Nel 1860 la porta gli venne intitolata in commemorazione dell'evento. Venne rimossa l'iscrizione dedicata a Francesco I d'Austria e sostituita da un'altra epigrafe, ancora esistente:
su qveste porte / fatte insigni dai nomi delle vittorie / onde i giovani accorsi volontarii a combattere / dvce garibaldi / inavgvrarono nel mdccclix la seconda riscossa / il popolo milanese / risalvtava dopo xxi anni / l'eroe incanvtito non domo / ahi qvel salvto fv l'vltimo / ma lo eterna nei cvori piv che nel bronzo / la riconoscenza della patria
Sulla faccia opposta, verso la periferia, fu aggiunta la seguente iscrizione:
qvi sull orme del nome nemico / il ferro della italica gioventv / incise le vittorie comensi / mdccclix
Ai lati dell'attico, sui piedestalli delle due statue colossali, le iscrizioni varese e s. fermo, in riferimento alle battaglie di Varese e San Fermo, combattute da Giuseppe Garibaldi prima di entrare in città nel 1859.